# Křížová cesta (Hodkovice nad Mohelkou)
Křížová cesta v Hodkovicích nad Mohelkou na Liberecku se nachází na cestě na Kostelní vrch přibližně 600 metrů jihozápadně od centra města Hodkovice nad Mohelkou. Křížová cesta Kalvárie s kaplí jsou chráněny jako Kulturní památka České republiky.

## Historie
Křížová cesta na Kostelní vrch byla postavena roku 1818 z iniciativy hodkovického občana Františka Ignace Plannera, který zároveň daroval k tomuto účelu kus pole jako fundaci k postavení a udržování kaple. 1. srpna 1818 byl položen základní kámen k první kapličce. Stavba křížové cesty pokračovala i po smrti donátora, na vrcholovou kapli byla provedena peněžní sbírka. Roku 1820 stálo spolu s vrcholovou kaplí také 5 kapliček. Od té doby se přes 20 let marně žádalo o vysvěcení, až tehdejší vikář J. Pažout prosadil toto povolení, které stálo téměř 300 zlatých.
Slavnost svěcení byla pečlivě připravována a pomoc poskytli i občané Vrchoviny, Třtí, Radostína, Kocourova a Sedlejovic. Slavnostní mše se konala 7. srpna 1842, proslov byl proveden nejprve v němčině a potom v češtině, což bylo poprvé po dlouhé době.
Vrcholová kaple roku 1864 vyhořela. Opětovné postavení bylo celé z kamene a tato novogotická stavba byla dokončena v roce 1867. Roku 1929 byl zde vysvěcen nový zvon a pořízeny byly nové obrazy zastavení do jednotlivých kapliček, které na plech namaloval pan Josef Ulrych z Radoňovic. V padesátých letech 20. století byly obrazy zastavení zničeny, poté bylo zničeno zastřešení kapliček a střecha vrcholové kaple. Kapličky se pomalu rozpadávaly a byly demolovány, a tak na začátku devadesátých let stály zde pouze zdi dvou kapliček a vrcholové kaple.
Před rokem 2000 zahájila Hodkovická nadace práce na obnově křížové cesty a zastřešila nejméně poškozenou kapličku. Byla vyhlášena památková zóna a získány prostředky pro regeneraci areálu. Díky darům a příspěvkům občanů Hodkovic byla opravena vrcholová kaple a tři kapličky, později také ostatní kapličky. Na vrcholu křížové cesty byla obnovena kaple Kalvárie, tři dřevěné kříže s namalovanými postavami Krista a dvou lotrů. Roku 2000 obnovenou křížovou cestu s kaplí vysvětil biskup.

## Galerie

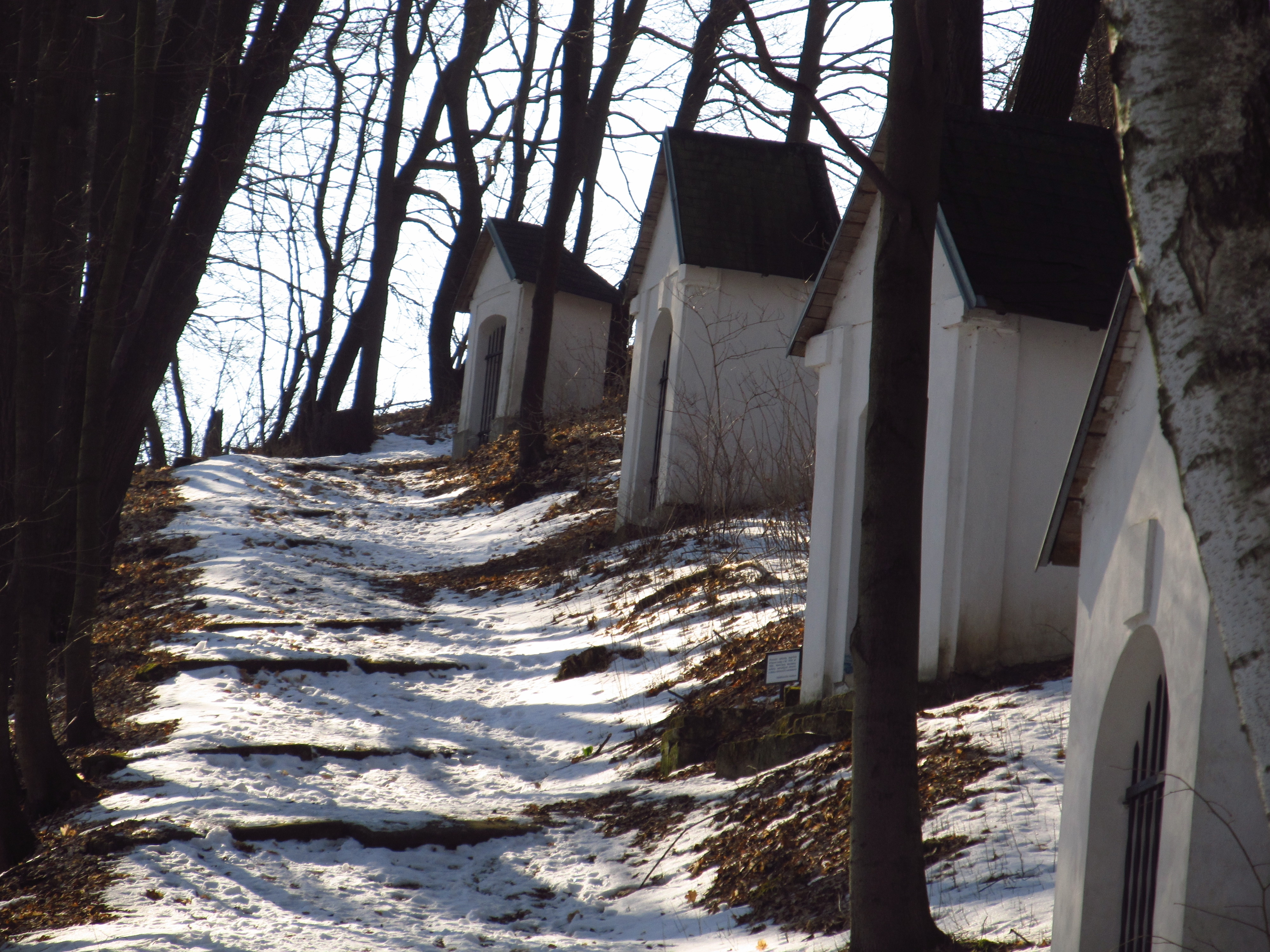
Křížová cesta Kalvárie
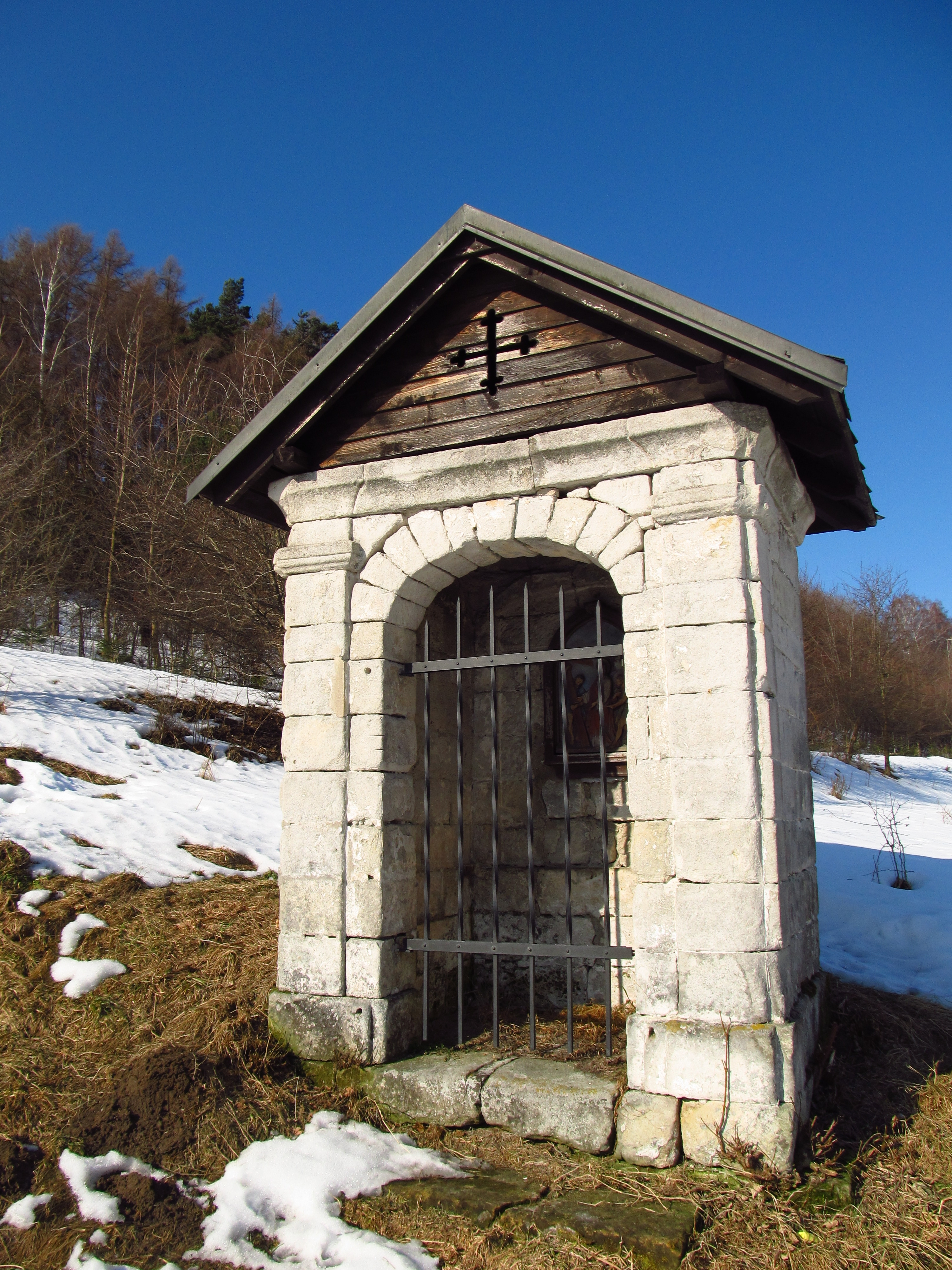
Kaple křížové cesty
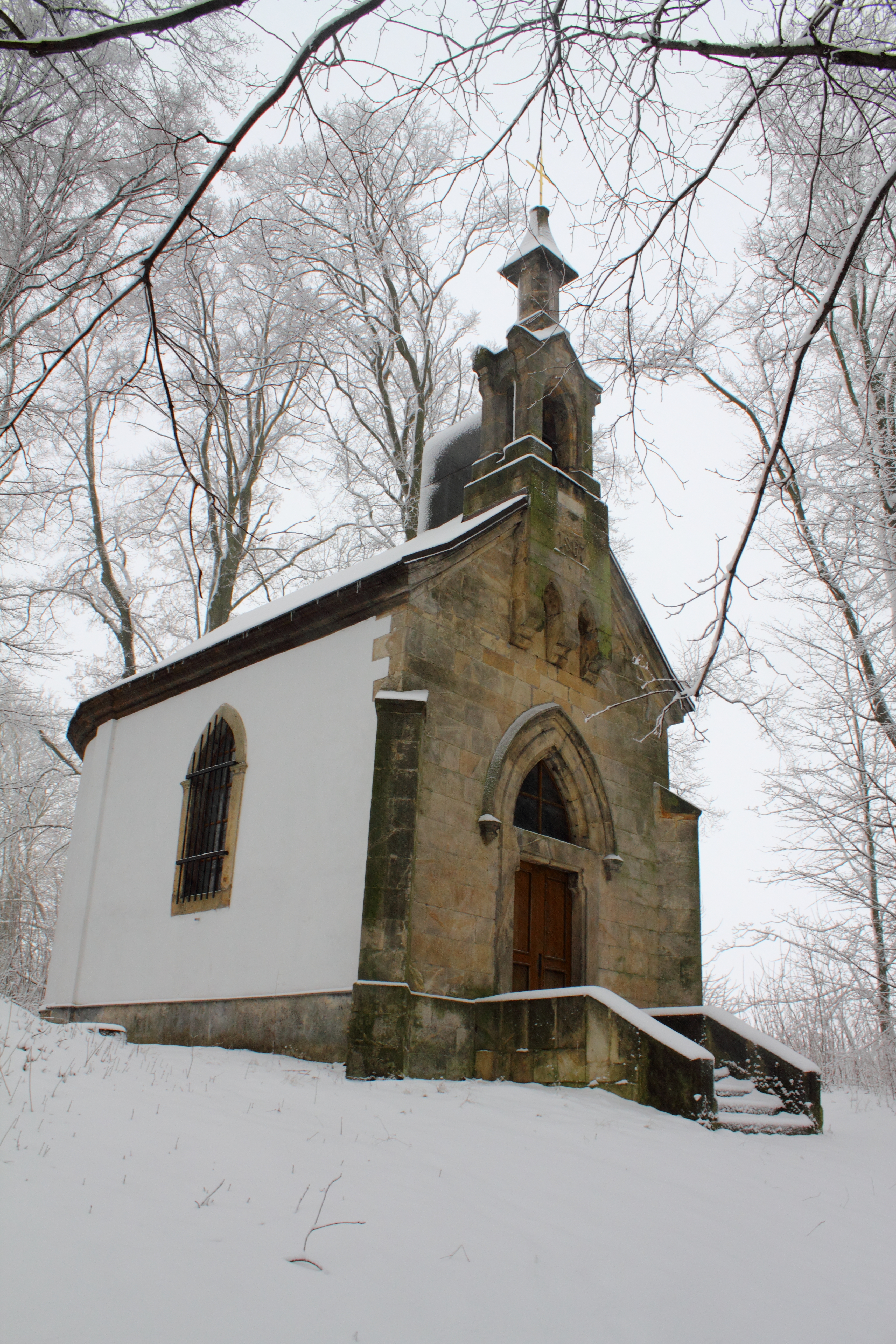
Vrcholová kaple na konci křížové cesty